# نهائي كأس تشاتام 2024
نهائي كأس تشاتام 2024 (بالإنجليزية: 2024 Chatham Cup final) كانت مباراة كرة قدم أقيمت في ملعب نورث هاربور في أوكلاند، نيوزيلندا، في 7 سبتمبر 2024 لتحديد الفائزين بكأس تشاتام 2024. كانت هذه المباراة النهائية رقم 96 لبطولة كأس تشاتام، وهي المسابقة الرئيسية لكرة القدم النيوزيلندية.
أقيمت المباراة النهائية بين بطل الدوري الوطني الحالي ويلينغتون الأولمبي ومنافسه أوكلاند سيتي، حامل لقب دوري أبطال أوقيانوسيا الحالي. كانت هذه هي المرة الأولى التي يلتقي فيها الفريقان في المباراة النهائية.

## الطريق إلى النهائي

### ويلينغتون الأولمبي
| الجولة                                              | الخصم               | النتيجة |
| --------------------------------------------------- | ------------------- | ------- |
| 2                                                   | سيتون (د)           | 4–0     |
| 3                                                   | الضواحي الغربية (د) | 5–0     |
| 4                                                   | إيقاف (د)           | 8–0     |
| ر.ن.                                                | مانوريوا (د)        | 4–0     |
| ن.ن.                                                | الروح الساحلية (خ)  | 5–1     |
| المفتاح: (د) = الملعب الرئيسي؛ (خ) = الملعب الخارجي |                     |         |

كانت هذه هي المباراة النهائية الثالثة للأولمبياد. وكان النادي قد خسر سابقا في عام 1994 وفاز في عام 2009.
وباعتباره فريقًا من الدوري المركزي، دخل نادي ويلينغتون الأولمبي البطولة في الجولة الثانية. بدأوا حملتهم بفوز 4–0 على أرضهم على سيتون بهدفين من كايلين نجوين وأهداف من جويل كوستراين وأوليفر ديفيز. سجلوا بعد ذلك فوزًا على أرضهم بنتيجة 5–0 على الضواحي الغربية في ويكفيلد بارك بهدفين لصالح يونايتد من كوسترين، بالإضافة إلى أهداف من بين ماتا وجاك هنري سنكلير وعيسى برينس. في الجولة الرابعة، استضاف فريق أوليمبيك وهزم نادي ستوب آوت سبورتس بنتيجة 8–0، حيث أحرز ماتا وجياني بوزوكيس ثلاثة أهداف، بالإضافة إلى أهداف من إيزا برينس وإدوارد ويلكنسون.
في ربع النهائي، هزم أوليمبيك مانوريوا 4–0 على أرضهم، ويكفيلد بارك بهدفين من هاميش واتسون وأهداف من بن ماتا وكايلين نجوين.
وفي مباراة نصف النهائي التي أقيمت على ملعب لينفيلد بارك التابع لفريق كوستال سبيريت في كرايستشيرش، فاز فريق أوليمبيك بنتيجة 5–1. وسجل واتسون هدفين آخرين، بينما سجل سينكلير وبرينس هدفًا لكل منهما أيضًا.

### أوكلاند سيتي
| الجولة                                              | الخصم                | النتيجة      |
| --------------------------------------------------- | -------------------- | ------------ |
| 2                                                   | مترو (د)             | 5–0          |
| 3                                                   | هاميلتون واندررز (د) | 2–1          |
| 4                                                   | كامبريدج (خ)         | 4–1          |
| ر.ن.                                                | جامعة أوتاجو (خ)     | 5–1          |
| ن.ن.                                                | بيركنهيد يونايتد (د) | 4–2 (ب.و.إ.) |
| المفتاح: (د) = الملعب الرئيسي؛ (خ) = الملعب الخارجي |                      |              |

كانت هذه هي المباراة النهائية الثانية لفريق أوكلاند سيتي. وكان النادي قد فاز بالبطولة سابقًا في عام 2022.
كما دخل نادي أوكلاند سيتي البطولة في الجولة الثانية، بصفته أحد فرق الدوري الشمالي. بدأ الفريق بفوز 5–0 على أرضه على ميترو في كيويتيا ستريت بهدفين لصالح سيتي من كام هاويسون، وهدف واحد من جيرارد جاريجا وريان دي فريس وأنجوس كيلكولي. ثم هزموا هاميلتون واندررز على أرضهم في الجولة الثالثة بنتيجة 2–1 بهدفين لمانشستر سيتي من ليام جيليون وأنجوس كيلكولي. في الجولة الرابعة، فازوا على كامبريدج 4–1 خارج أرضهم في ملعب جون كيركهوف بارك بهدف من جيرارد جاريجا، وكريستيان جراي، وأنجوس كيلكولي، وريجونت موراتي.
في مباراة ربع النهائي، واجه أوكلاند سيتي جامعة أوتاجو في لوغان بارك، دنيدن، حيث خرجوا فائزين بنتيجة 5–1، مع ثلاثية لصالح سيتي من أنجوس كيلكولي، وهدف من ديريك تيكو، وهدف ذاتي من ميلو ماكبرايد. في مباراة نصف النهائي التي أقيمت في كيويتيا ستريت، هزم أوكلاند سيتي بيركنهيد يونايتد بنتيجة 4–2 بعد الوقت الإضافي ليتأهل إلى نهائي كأس تشاتام للمرة الثانية بفضل ثلاثية أخرى من أنجوس كيلكولي وهدف من رايان دي فريس.

## قبل المباراة
وأكد اتحاد نيوزيلندا لكرة القدم أن نهائي 2024 سيبدأ في الساعة 19:00، وهو تغيير عن وقت انطلاق المباراة المعتاد بعد الظهر حتى لا يتعارض مع كرة القدم المحلية.

### البث
تم بث المباراة النهائية مباشرة على فيفا+.

## المباراة

### الملخص
بعد شوط أول سلبي، تقدم ويلينغتون أولمبيك بهدف في الدقيقة 77 عن طريق ناثان لوبو بالخطأ في مرماه. كما سجل ديريك تيكو وإيزا برينس هدفين في الوقت بدل الضائع، لكنهما أُلغيا بداعي التسلل. في الدقيقة السادسة من الوقت بدل الضائع، سجل ستيب أوكيتش هدف التعادل برأسية من تمريرة عرضية من جو لي، ليُؤجّل المباراة إلى وقت إضافي. بعد عدة فرص في الوقت الإضافي، بقيت النتيجة على حالها عند التعادل 1–1. سجل ويلينغتون أولمبيك جميع ركلاته، وفاز بالمباراة بعد أن تصدى سكوت باسالاج لركلة تشو تونغ المعادة.

### التفاصيل
| ويلينغتون الأولمبي                   | 1–1   | أوكلاند سيتي                           |
| ------------------------------------ | ----- | -------------------------------------- |
| - لوبو 77' (ه.ذ.)                    | تقرير | - أوكيش 90+6'                          |
| ركلات الترجيح                        |       |                                        |
| - ماتا - جولي - برينس - هوي - واتسون | 5–4   | - هييجر - أوكيش - إيليتش - تيكو - تونغ |

| ويلينغتون الأولمبي | أوكلاند سيتي |

| GK        | 1  | سكوت باسالاج          |       |      |
| RB        | 15 | بنجامين ماتا ماتا (ق) |       |      |
| CB        | 5  | جوستان جولي           |       |      |
| CB        | 8  | جونتي روبوس           | 107'  |      |
| LB        | 3  | آدم سوبيك             |       | 91'  |
| CM        | 6  | لوك تونغ              |       | 62'  |
| CM        | 11 | إدوارد ويلكنسون       |       | 83'  |
| CM        | 20 | تام ديميرو            | 90+9' |      |
| RW        | 14 | جاك-هنري سينكلير      |       | 106' |
| CF        | 10 | جياني بوزوكيس         |       | 73'  |
| LW        | 9  | هاميش واتسون          |       |      |
| البدلاء:  |    |                       |       |      |
| GK        | 41 | ماثيو كينغ            |       |      |
| DF        | 2  | غابرييلي ماتانيسيغا   |       |      |
| MF        | 23 | غافين هوي             |       | 62'  |
| MF        | 25 | جويل كوستراين         |       | 106' |
| MF        | 26 | عيسى برينس            | 80'   | 73'  |
| MF        | 28 | ويليام فينسنت         |       | 91'  |
| FW        | 7  | كايلين نغوين          |       | 83'  |
| المدرب:   |    |                       |       |      |
| بول إيفيل |    |                       |       |      |

| GK           | 1  | كونور ترايسي    |       |       |
| RB           | 3  | آدم ميتشيل (ق)  |       |       |
| CB           | 25 | مايكل دين هييجر | 90+5' |       |
| CB           | 12 | ريغونت موراتي   |       | 80'   |
| LB           | 13 | ناثان لوبو      |       | 90+2' |
| CM           | 6  | كايلان جولد     |       | 80'   |
| CM           | 16 | جو لي           |       | 95'   |
| CM           | 8  | جيرارد جاريغا   |       |       |
| RW           | 27 | ستيب أوكيش      |       |       |
| CF           | 11 | ريان دي فريس    |       |       |
| LW           | 9  | أنغوس كيلكولي   | 90+6' | 86'   |
| البدلاء:     |    |                 |       |       |
| GK           | 18 | أريا براساد     |       |       |
| DF           | 4  | كريستيان غراي   |       | 95'   |
| DF           | 21 | آدم بيل         |       |       |
| DF           | 22 | تشو تونغ        |       | 80'   |
| MF           | 2  | ماريو إيليتش    |       | 80'   |
| MF           | 23 | مات ماتانيايري  |       | 90+2' |
| FW           | 20 | ديريك تيكو      |       | 86'   |
| المدرب:      |    |                 |       |       |
| ألبيرت رييرا |    |                 |       |       |

| رجل المباراة: ستيب أوكيتش (أوكلاند سيتي) الحكام المساعدون: إسحاق تريفيس أشتون دافنبورت الحكم الرابع : رايلي جرينبيري | قواعد المباراة - 90 دقيقة - 30 دقيقة من الوقت الإضافي إذا لزم الأمر - ركلات الترجيح إذا استمرت النتيجة بالتعادل - تسعة بدلاء تم تسميتهم - الحد الأقصى للتبديلات هو خمسة، مع السماح بتبديل سادس في الوقت الإضافي |

## بعد المباراة
بعد المباراة، أعرب ألبرت رييرا عن سعادته بأداء مانشستر سيتي طوال المباراة، قائلاً: "أنا سعيد للغاية، لأكون منصفًا. من الواضح أنني حزين مثل اللاعبين لخسارتنا هذه المباراة النهائية. لكن الطريقة التي لعبنا بها هذه المباراة دون أي مضاربة، وهاجمناهم، وسيطرنا على العديد من الأمور الجيدة ضد فريق خطير للغاية... كانت رائعة. أنا فخور بهم للغاية." كما أشار إلى أنه كان في موقف تشو، حيث أهدر ركلة الجزاء الحاسمة في نهائي كأس تشاتام 2017.
بفضل فوز فريقه، فاز بول إيفيل بكأس تشاتام للعام الثاني على التوالي بعد فوزه بركلات الترجيح مع فريق كرايستشيرش يونايتد العام الماضي.

## الملاحظات
1. ↑  حصل كل فريق على ثلاث فرص فقط لإجراء التبديلات، مع فرصة رابعة في الوقت الإضافي، باستثناء التبديلات التي أجريت في الشوط الأول، وقبل بداية الوقت الإضافي، وفي استراحة الشوط الأول في الوقت الإضافي.